# Shukri al-Quwatli
Shukri al-Quwatli (àrab: شكري القوتلي, Xukrī al-Quwatlī) (Damasc, 1891 - Beirut, 30 de juny de 1967) va ser un polític sirià, president de Síria entre 1943 i 1949 i entre 1955 i 1958.

## Trajectòria
Quwatli es va iniciar en la política siriana en els anys 1930 com a membre del Bloc Nacional, una coalició de partits àrabs nacionalistes que va coordinar l'oposició al domini colonial francès. De jove va estar implicat en al-Fatat, un grup d'oposició clandestina contra l'Imperi Otomà, i va ser arrestat per les seves activitats el 1916. A la presó, per por de cedir a la tortura i delatar als seus companys es va obrir les venes en un intent de suïcidi, del que va ser salvat a l'últim moment pel seu amic i col·lega el doctor Ahmad Qadri. Va ser alliberat quan va acabar la Primera Guerra Mundial per servir en la Síria post-otomana sota el regnat del rei Faisal ibn Husayn. Quan es va fer efectiu el Mandat de la Societat de Nacions al juliol de 1920, els francesos el van sentenciar a mort. Així doncs, Shukri va fugir a Egipte, després a Ginebra, i va establir (amb altres) el Congrés Sirià-Palestí a l'exili amb un grup nacionalistes exiliats de Síria, Líban i Palestina. Va tornar al país el 1924 i va participar en la Revolució Siriana de 1925-1927, encara que aviat va entrar en contradicció amb el principal protagonista de la revolta, el líder drus Pasha Al-Atrash per les seves polítiques pro-haiximites. El 1927 va tornar a exiliar-se, encara que va poder tornar el 1932 gràcies a una amnistia general. Soci i protegit de Hashim al-Atassi, primer president de la república, Quwatli va ascendir gradualment en les files del Bloc Nacional.
Quan al-Atassi va renunciar a la presidència el 1939 com a protesta per les contínues intervencions franceses a Síria i la cessió del sandjak d'Alexandreta a Turquia, es va obrir un període de gran inestabilitat (vinculada amb la Segona Guerra Mundial), i el 1941 Síria va quedar sota comandament francès i britànic. El Bloc Nacional va seguir sent el major exponent del nacionalisme sirià i, quan es van celebrar noves eleccions el 1943, el bloc va recolzar l'elecció de Quwatli com a president. La seva principal preocupació va consistir a signar un nou tractat amb França, que havia exercir el seu control sobre Síria durant més de dues dècades. Ho va aconseguir amb ajuda britànica, i l'abril de 1946 totes les tropes estrangeres havien abandonat el país. El 1947 Quwatli va reformar la constitució, que no permetia romandre més d'un mandat com a president, i va ser reelegit per al càrrec el 1948.
Després de la victòria d'Israel sobre les forces àrabs el 1948, i a causa d'una creixent insatisfacció cap al seu mandat, Quwatli va ser enderrocat pel seu cap d'estat major Husni al-Za'im en un cop d'estat el 1949. Després d'un breu període de presó, va escapar a l'exili a Egipte, tot esperant una oportunitat per recuperar el seu poder. Mentre, una sèrie de cops d'estat van paralitzar la vida política siriana. Les següents eleccions lliures van tenir lloc el 1955, sota l'auspici del venerable Hashim al-Atassi, i Quwatli, com a líder del Partit Nacional (hereu del Bloc Nacional), va ser elegit president de nou. No obstant això, per llavors aquest càrrec havia perdut gran part de la seva rellevància, i s'havia tornat pràcticament cerimonial, per la qual cosa en els anys següents amb prou feines va tenir influència en la política siriana.
Cap al final de la dècada, el panarabisme s'havia estès per Síria, i Quwatli va acceptar la unió de Síria amb Egipte, per formar la República Àrab Unida, presidida per Gamal Abdel Nasser. Cap EL 1959, no obstant això, ja havia tingut desavinences amb Nasser, i va ser obligat a exiliar-se una vegada més. Aquest exili va marcar el final de la seva carrera política. Quan va morir el 1967, i després que les autoritats sirianes inicialment es neguessin a acceptar ni tan sols un funeral privat, va ser enterrat a Damasc en una luxosa cerimònia que reflectia adequadament les ambicions que havia demostrat en vida.
El llegat polític de Kuwatli té aspectes lluminosos i foscos, i està marcat per un genuí nacionalisme sirià i per l'ambició personal. Els crítics amb la seva figura assenyalen que va ser la tolerància cap a la corrupció d'alguns dels seus socis el que li va permetre perpetuar-se en el poder. En fort contrast amb el seu mentor, Hashim al-Atassi, Quwatli buscava constantment el poder, mentre que al-Atassi ho acceptava amb reticències, i va renunciar a ell cada vegada que es va veure forçat per les pressions externes o internes. El major assoliment dels mandats de Quwatl, sens dubte, és haver presidit la retirada de les tropes europees (1946), la qual cosa va posar el punt final al procés per a la independència de Síria.